# Babywaage

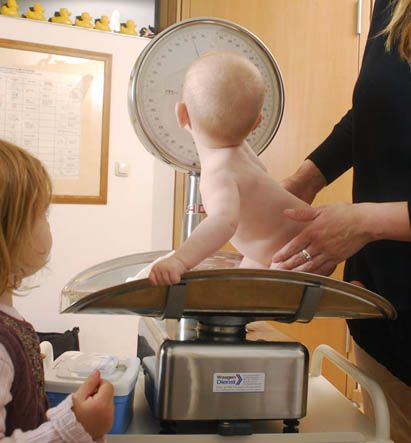
Untersuchung beim Kinderarzt. Wiegen auf einer Babywaage

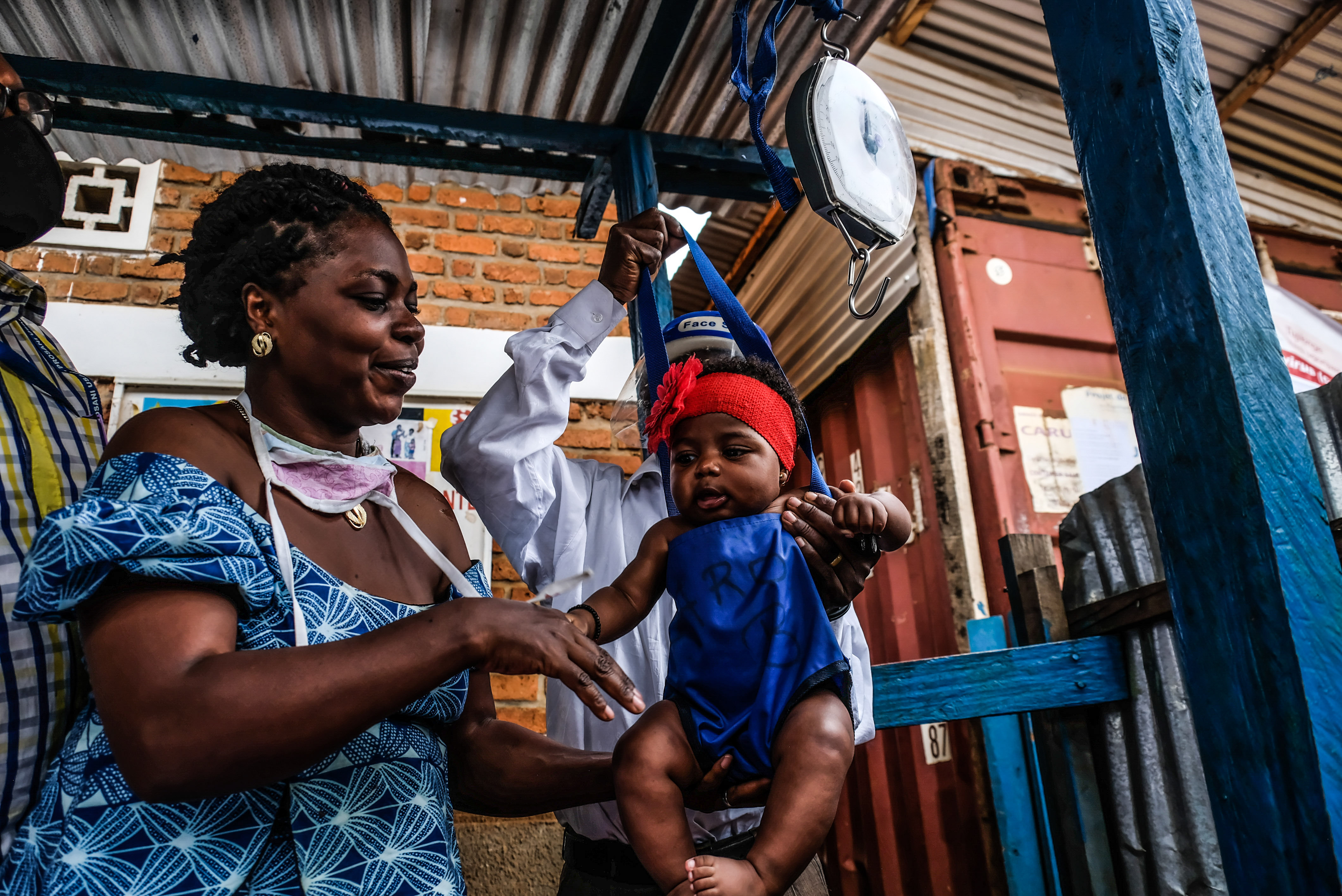
Hängewaage in der Demokratischen Republik Kongo.

Eine Babywaage ist eine Waage zur Bestimmung des Körpergewichts von Säuglingen. Babywaagen finden häufig Anwendung in Kliniken, Arztpraxen und bei Hebammen. Sie sind gelegentlich auch in Privathaushalten zu finden.

## Bauformen

### Hängewaage
Eine Hängewaage kann als Digitalwaage oder als mechanische Waage ausgeführt sein.
Baby-Hängewaagen werden vor allem von Hebammen verwendet, die in der Nachsorge tätig sind, da diese klein und leicht sind. In der Regel wird dabei auf die digitale Ausführung zurückgegriffen, die in puncto Gewicht und Größe nochmals Vorteile gegenüber der mechanischen Variante hat. Für die mechanische Ausführung spricht die Unabhängigkeit von Batterien.
Zur Verwägung wird der Säugling in eine Wiegehose oder in ein Wiegetuch gelegt und Tuch oder Hose an die Waage gehängt.
Nachteilig bei der Verwendung von Hängewaagen ist, dass das Baby bei diesem Wiegeverfahren in der Luft schwebt, was von den Eltern zum Teil skeptisch beobachtet wird.

### Schalenwaage

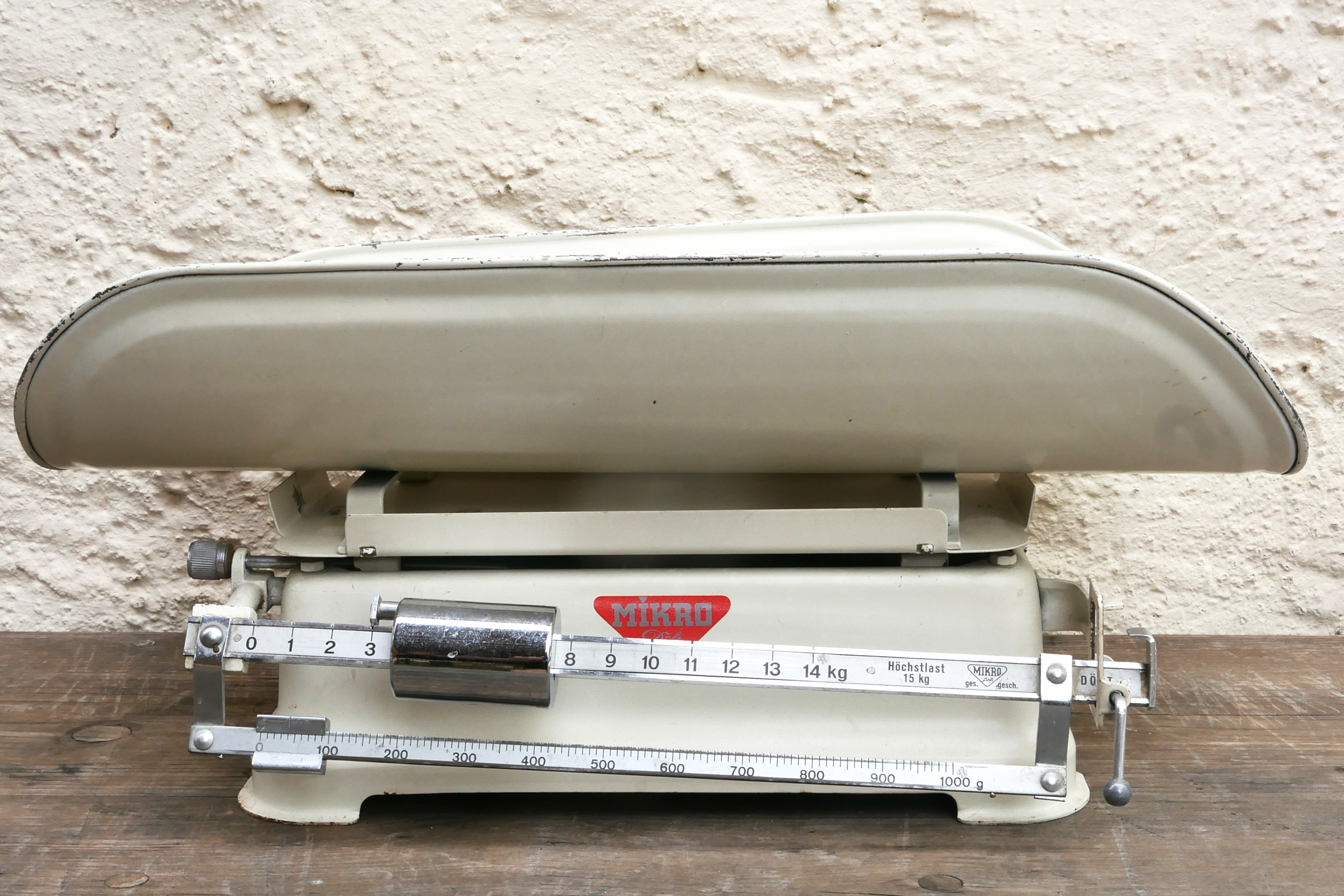
Tafelwaage als Baby-Schalenwaage

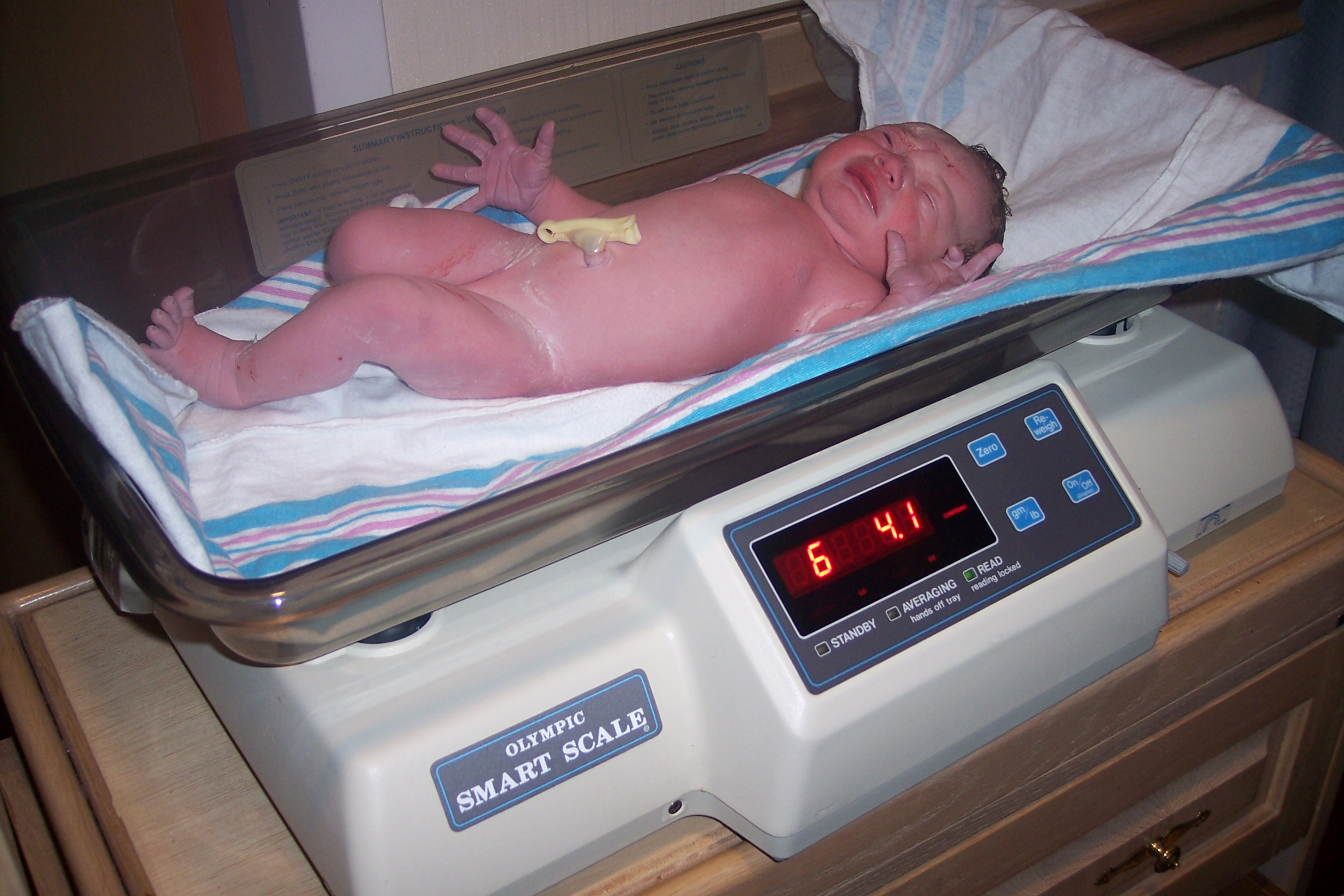
Baby auf einer elektronischen Schalenwaage

Die Schalenwaage ist die bei Babywaagen am häufigsten anzutreffende Bauform. Sie wird überall dort eingesetzt, wo ein ständiger Standort zur Verfügung steht. Für den mobilen Einsatz gibt es leichte Ausführungen mit passenden Taschen und Koffern.
Größter Vorteil der Schalenwaage sind, ist die relativ sichere Wiegemulde und die hohe Stabilität der Waage.
Neben vielen digitalen Babywaagen werden auch einige mechanische Modelle angeboten. Vorteile sind die Unabhängigkeit von Steckdose und Batterie.
Bei einigen Modellen lässt sich die Wiegeschale abnehmen. Dies ermöglicht eine einfache Reinigung der Schale. Zusätzlich können diese Modelle häufig als Plattformwaage für Kleinkinder verwendet werden. Dabei ist jedoch die Maximalbelastbarkeit der Waage zu beachten.

### Klappwaage
Eine Klappwaage ist eine Schalenwaage zum Zusammenklappen. Sie bietet zusätzlich zu der Sicherheit einer klassischen Schalenwaage eine erhöhte Mobilität.
Klassische Anwender von Baby-Klappwaagen sind Hebammen und Apotheken, die Babywaagen verleihen. Die Firma Soehnle Professional hat diese Bauform zum Gebrauchsmuster angemeldet.

## Eichpflicht
Waagen zur Bestimmung des Körpergewichtes bei der Ausübung der Heilkunde aus Gründen der ärztlichen Überwachung, Untersuchung und Behandlung dürfen in Deutschland nach der Eichordnung nur in Betrieb genommen, verwendet oder bereitgehalten werden, wenn sie geeicht sind. Nach Anhang B der Eichordnung gilt für Säuglingswaagen und mechanische Geburtsgewichtswaagen eine Eichgültigkeitsdauer von vier Jahren.
Säuglingswaagen von Hebammen, in Apotheken und zum Privatgebrauch müssen nicht geeicht werden.